# لوكاس فوس
لوكاس فوس (بالإنجليزية: Lukas Foss)‏ هو أستاذ جامعي وعازف بيانو وملحن أمريكي، ولد في 15 أغسطس 1922 في برلين في ألمانيا، وتوفي في 1 فبراير 2009 في مانهاتن في الولايات المتحدة بسبب نوبة قلبية.

## وصلات خارجية
- لوكاس فوس على موقع IMDb (الإنجليزية)
- لوكاس فوس على موقع الموسوعة البريطانية (الإنجليزية)
- لوكاس فوس على موقع ميوزك برينز (الإنجليزية)
- لوكاس فوس على موقع قاعدة بيانات برودواي على الإنترنت (الإنجليزية)
- لوكاس فوس على موقع إن إن دي بي (الإنجليزية)
- لوكاس فوس على موقع أول ميوزيك (الإنجليزية)
- لوكاس فوس على موقع ديسكوغز (الإنجليزية)